# Llista de cims de Mallorca
| Nom                            | Terme         | Unitat de relleu                                 | Altura | Prom. | Notes |
| ------------------------------ | ------------- | ------------------------------------------------ | ------ | ----- | --- |
| Puig Major                     | Escorca       | Serra de Tramuntana - centre (Puig Major)        | 1436   | 1436  | Cim més alt d'Escorca, de Mallorca i de les Balears. Escapçat nou metres per establir-hi una base militar. |
| Esperó NE del Puig Major       | Escorca       | Serra de Tramuntana - centre (Puig Major)        | 1416   | 10    | Vèrtex geodèsic més alt d'Escorca, de Mallorca i de les Balears                                            |
| Penyal del Migdia              | Escorca       | Serra de Tramuntana - centre (Puig Major)        | 1398   | 86    | |
| Puig de Maçanella              | Escorca       | Serra de Tramuntana - centre (Maçanella)         | 1365   | 604   | |
| Esperó W del Penyal del Migdia | Escorca       | Serra de Tramuntana - centre (Puig Major)        | 1356   | 14    | Cim més alt del terme de Fornalutx                                                                         |
| Esperó W del Penyal del Migdia | Fornalutx     | Serra de Tramuntana - centre (Puig Major)        | 1356   | 14    | Cim més alt del terme de Fornalutx                                                                         |
| Esperó S del Puig de Maçanella | Escorca       | Serra de Tramuntana - centre (Maçanella)         | 1347   | 10    | |
| Morro d'en Pelut               | Escorca       | Serra de Tramuntana - centre (Puig Major)        | 1319   | 28    | |
| Serra dels Teixos              | Escorca       | Serra de Tramuntana - centre (Maçanella)         | 1259   | 52    | |
| Pa de Figa de Son Torrella     | Escorca       | Serra de Tramuntana - centre (Puig Major)        | 1256   | 14    | |
| Puig de les Bassetes           | Escorca       | Serra de Tramuntana - centre (Maçanella)         | 1212   | 56    | |
| Agulla del Frare               | Escorca       | Serra de Tramuntana - centre (Puig Major)        | 1209   |       | |
| Puig d'en Galileu              | Escorca       | Serra de Tramuntana - centre (Maçanella)         | 1181   | 46    | |
| Puig dels Tossals Verds        | Escorca       | Serra de Tramuntana - centre (Tossals Verds)     | 1118   | 302   | |
| Puig de la Rateta              | Bunyola       | Serra de Tramuntana - centre (Tres Mils)         | 1113   | 235   | Cim més alt del terme de Bunyola                                                                           |
| Puig de la Rateta              | Escorca       | Serra de Tramuntana - centre (Tres Mils)         | 1113   | 235   | Cim més alt del terme de Bunyola                                                                           |
| Puig de les Vinyes             | Escorca       | Serra de Tramuntana - centre (Puig Major)        | 1108   | 179   | |
| Puig Tomir                     | Escorca       | Serra de Tramuntana - nord (Tomir)               | 1103   | 526   | |
| Puig de Lofra                  | Escorca       | Serra de Tramuntana - centre (Tres Mils)         | 1091   | 129   | |
| Serra de Son Torrella          | Escorca       | Serra de Tramuntana - centre (Puig Major)        | 1079   | 48    | |
| Serra de Son Torrella          | Fornalutx     | Serra de Tramuntana - centre (Puig Major)        | 1079   | 48    | |
| Puig de la Font                | Escorca       | Serra de Tramuntana - centre (Tossals Verds)     | 1069   | 79    | |
| Serra d'Alfàbia                | Bunyola       | Serra de Tramuntana - centre (Alfàbia)           | 1069   | 198   | Cim més alt del terme de Sóller                                                                            |
| Serra d'Alfàbia                | Sóller        | Serra de Tramuntana - centre (Alfàbia)           | 1069   | 198   | Cim més alt del terme de Sóller                                                                            |
| Puig de na Franquesa           | Bunyola       | Serra de Tramuntana - centre (Tres mils)         | 1067   | 72    | |
| Puig de na Franquesa           | Escorca       | Serra de Tramuntana - centre (Tres mils)         | 1067   | 72    | |
| Puig del Teix                  | Deià          | Serra de Tramuntana - centre (Teix)              | 1064   | 567   | Cim més alt del terme de Deià                                                                              |
| El Frontó                      | Escorca       | Serra de Tramuntana - centre (Maçanella)         | 1060   | 30    | |
| Morro d'Almallutx              | Escorca       | Serra de Tramuntana - centre (Tossals Verds)     | 1058   | 106   | |
| Puig del Coll del Jou          | Bunyola       | Serra de Tramuntana - centre (Alfàbia)           | 1049   | 70    | |
| Puig del Coll del Jou          | Escorca       | Serra de Tramuntana - centre (Alfàbia)           | 1049   | 70    | |
| Puig de n'Alí                  | Escorca       | Serra de Tramuntana - centre (Maçanella)         | 1035   | 211   | Cim més alt del terme de Selva                                                                             |
| Puig de n'Alí                  | Selva         | Serra de Tramuntana - centre (Maçanella)         | 1035   | 211   | Cim més alt del terme de Selva                                                                             |
| Puig de Galatzó                | Calvià        | Serra de Tramuntana - sud (Galatzó)              | 1027   | 700   | Cim més alt dels termes de Calvià, Estellencs i Puigpunyent                                                |
| Puig de Galatzó                | Estellencs    | Serra de Tramuntana - sud (Galatzó)              | 1027   | 700   | Cim més alt dels termes de Calvià, Estellencs i Puigpunyent                                                |
| Puig de Galatzó                | Puigpunyent   | Serra de Tramuntana - sud (Galatzó)              | 1027   | 700   | Cim més alt dels termes de Calvià, Estellencs i Puigpunyent                                                |
| Puig Roig                      | Escorca       | Serra de Tramuntana - nord (Puig Roig)           | 1003   | 466   | |
| Serra de Cúber                 | Escorca       | Serra de Tramuntana - centre (Puig Major)        | 980    | 64    | |
| Puig de la Font                | Bunyola       | Serra de Tramuntana - centre (Teix)              | 969    | 101   | També anomenat «Puig de la Casa de Neu»                                                                    |
| Morro de Cúber                 | Escorca       | Serra de Tramuntana - centre (Tossals Verds)     | 966    | 63    | |
| Cornador Gran                  | Sóller        | Serra de Tramuntana - centre (Alfàbia)           | 956    | 41    | |
| Penyal Xapat                   | Fornalutx     | Serra de Tramuntana - centre (Puig Major)        | 954    | 22    | |
| Puig Caragolí                  | Valldemossa   | Serra de Tramuntana - centre (Teix)              | 946    | 35    | |
| Puig de l'Alzinar              | Escorca       | Serra de Tramuntana - centre (Puig Major)        | 933    | 29    | |
| Puig de l'Alzinar              | Fornalutx     | Serra de Tramuntana - centre (Puig Major)        | 933    | 29    | |
| Mola de Planícia               | Banyalbufar   | Serra de Tramuntana - sud (Planícia)             | 941    | 289   | Cim més alt del terme de Banyalbufar                                                                       |
| Mola de l'Esclop               | Andratx       | Serra de Tramuntana - sud (Esclop)               | 927    | 360   | Cim més alt del terme d'Andratx                                                                            |
| Mola de l'Esclop               | Calvià        | Serra de Tramuntana - sud (Esclop)               | 927    | 360   | Cim més alt del terme d'Andratx                                                                            |
| Puig Caragoler de Femenia      | Escorca       | Serra de Tramuntana - nord (Puig Roig)           | 921    | 302   | |
| Puig Caragoler del Guix        | Escorca       | Serra de Tramuntana - centre (Maçanella)         | 911    | 185   | |
| Puig Caragoler del Guix        | Selva         | Serra de Tramuntana - centre (Maçanella)         | 911    | 185   | |
| La Galera                      | Deià          | Serra de Tramuntana - centre (Teix)              | 908    | 10    | |
| Puig de la Fita                | Escorca       | Serra de Tramuntana - centre (Massanella)        | 899    | 45    | Cim més alt del terme de Mancor                                                                            |
| Puig de la Fita                | Mancor        | Serra de Tramuntana - centre (Massanella)        | 899    | 45    | Cim més alt del terme de Mancor                                                                            |
| Puig de Ca de Míner            | Pollença      | Serra de Tramuntana - nord (Tomir)               | 885    | 85    | Cim més alt del terme de Pollença                                                                          |
| La Talaia Vella                | Valldemossa   | Serra de Tramuntana - centre (Teix)              | 867    | 100   | |
| Muntanya de Montcaire          | Fornalutx     | Serra de Tramuntana - centre (Puig Major)        | 859    | 128   | |
| Penyal del Ratxo               | Puigpunyent   | Serra de Tramuntana - sud (Galatzó)              | 853    | 14    | |
| La Roca Roja                   | Escorca       | Serra de Tramuntana - nord (Puig Roig)           | 843    | 57    | |
| Puig de la Coma dels Carboners | Alaró         | Serra de Tramuntana - centre                     | 842    | 55    | També anomenat Puig de la Font Seca. Cim més alt del terme d'Alaró                                         |
| Puig de la Coma dels Carboners | Bunyola       | Serra de Tramuntana - centre                     | 842    | 55    | També anomenat Puig de la Font Seca. Cim més alt del terme d'Alaró                                         |
| Puig Gros de Ternelles         | Pollença      | Serra de Tramuntana - nord (Ternelles)           | 838    | 451   | |
| Fita del Ram                   | Esporles      | Serra de Tramuntana - sud (Fita del Ram)         | 833    | 374   | |
| Fita del Ram                   | Puigpunyent   | Serra de Tramuntana - sud (Fita del Ram)         | 833    | 374   | |
| Puig de Mors                   | Alaró         | Serra de Tramuntana - centre                     | 831    | 48    | |
| Puig de Mors                   | Bunyola       | Serra de Tramuntana - centre                     | 831    | 48    | |
| Castell d'Alaró                | Alaró         | Serra de Tramuntana - centre (Castell d'Alaró)   | 822    | 335   | |
| Penyals d'Honor                | Bunyola       | Serra de Tramuntana - centre (Comuna de Bunyola) | 817    | 267   | Punt culminant de la Comuna de Bunyola                                                                     |
| Puig de l'Alcadena             | Alaró         | Serra de Tramuntana - centre (Alcadena)          | 817    | 360   | |
| Comuna de Fornalutx            | Fornalutx     | Serra de Tramuntana - nord (Puig Major)          | 816    | 224   | També anomenat Puig de la Bassa                                                                            |
| Mola de Son Ferrandell         | Esporles      | Serra de Tramuntana - centre (Mola de Son Pacs)  | 725    | 323   | |
| Mola de Son Ferrandell         | Valldemossa   | Serra de Tramuntana - centre (Mola de Son Pacs)  | 725    | 323   | |
| Puig del Frare                 | Escorca       | Serra de Tramuntana - centre (Maçanella)         | 785    | 88    | També anomenat «el Més alt de la Serra Mitjana»                                                            |
| Puig del Moro                  | Sóller        | Serra de Tramuntana - centre (Teix)              | 785    | 38    | |
| Moleta de Pastoritx            | Valldemossa   | Serra de Tramuntana - centre (Teix)              | 753    | 122   | |
| Na Torta                       | Valldemossa   | Serra de Tramuntana - centre (Teix)              | 732    | 46    | |
| Puig Ciuró                     | Escorca       | Serra de Tramuntana - nord (Puig Roig)           | 731    | 54    | |
| Cuculla de Fartàritx           | Pollença      | Serra de Tramuntana - nord (Tomir)               | 712    | 77    | |
| Comuna de Valldemossa          | Valldemossa   | Serra de Tramuntana - centre                     | 707    | 221   | |
| La Capella Blava               | Campanet      | Serra de Tramuntana - nord (Tomir)               | 682    | 192   | Cim més alt del terme de Campanet                                                                          |
| La Capella Blava               | Escorca       | Serra de Tramuntana - nord (Tomir)               | 682    | 192   | Cim més alt del terme de Campanet                                                                          |
| Puig de na Marit               | Bunyola       | Serra de Tramuntana - centre (Comuna de Bunyola) | 666    | 71    | També anomenat Puig de n'Eimeric. Cim més alt del terme de Santa Maria.                                    |
| Puig de na Marit               | Santa Maria   | Serra de Tramuntana - centre (Comuna de Bunyola) | 666    | 71    | També anomenat Puig de n'Eimeric. Cim més alt del terme de Santa Maria.                                    |
| Puig de Sant Miquel            | Alaró         | Serra de Tramuntana - centre (Alcadena)          | 661    | 149   | |
| Puig de na Fàtima              | Valldemossa   | Serra de Tramuntana - centre                     | 650    | 264   | |
| Puig Batiat                    | Andratx       | Serra de Tramuntana - sud (Esclop)               | 641    | 69    | |
| Puig Batiat                    | Calvià        | Serra de Tramuntana - sud (Esclop)               | 641    | 69    | |
| Puig dels Boixos               | Valldemossa   | Serra de Tramuntana - centre (Mola de Son Pacs)  | 626    | 73    | |
| Puig de l'Alqueria             | Bunyola       | Serra de Tramuntana - centre (Teix)              | 608    | 70    | També anomenat «la Gubia»                                                                                  |
| Mola de Son Cabaspre           | Esporles      | Serra de Tramuntana - centre                     | 593    | 139   | |
| Puig de Bàlitx                 | Sóller        | Serra de Tramuntana - centre (Puig Major)        | 580    | 183   | |
| Puig de Son Nasi               | Bunyola       | Serra de Tramuntana - centre (Teix)              | 577    | 82    | |
| Talaia Freda                   | Artà          | Serres de Llevant                                | 562    | 486   | Cim més alt del terme d'Artà i de les Serres de Llevant                                                    |
| Puig de Randa                  | Algaida       | Pla de Mallorca (Massís de Randa)                | 556    | 430~  | Cim més alt del terme d'Algaida i del Pla de Mallorca                                                      |
| Serra de Cornavaques           | Pollença      | Serra de Tramuntana - nord (Cornavaques)         | 546    | 227   | |
| Morro de la Bombarda           | Valldemossa   | Serra de Tramuntana - centre (Mola de Son Pacs)  | 541    | 30    | |
| Bec de Ferrutx                 | Artà          | Serres de Llevant                                | 523    | 183   | |
| Puntals de Valldurgent         | Calvià        | Serra de Tramuntana - sud (Na Burguesa)          | 511    | 236   | Cim més alt del terme de Palma i de la Serra de na Burguesa. Dit també Pujol del Gat                       |
| Puntals de Valldurgent         | Palma         | Serra de Tramuntana - sud (Na Burguesa)          | 511    | 236   | Cim més alt del terme de Palma i de la Serra de na Burguesa. Dit també Pujol del Gat                       |
| Puig de Sant Salvador          | Felanitx      | Serres de Llevant                                | 510    | 405   | |
| Puig de Son Agulla             | Alaró         | Serra de Tramuntana - centre (Castell d'Alaró)   | 510    | 48    | |
| Puig de Son Agulla             | Santa Maria   | Serra de Tramuntana - centre (Castell d'Alaró)   | 510    | 48    | |
| Puig d'en Bou                  | Calvià        | Serra de Tramuntana - sud (Na Burguesa)          | 503    | 123   | |
| Puig de Son Reus               | Algaida       | Pla de Mallorca (Massís de Randa)                | 502    | 115   | |
| Castell del Rei                | Pollença      | Serra de Tramuntana - nord (Cornavaques)         | 492    | 167   | |
| Puig d'Alpara                  | Artà          | Serres de Llevant                                | 487    | 293   | Cim més alt del terme de Sant Llorenç                                                                      |
| Puig d'Alpara                  | Sant Llorenç  | Serres de Llevant                                | 487    | 293   | Cim més alt del terme de Sant Llorenç                                                                      |
| Puig gros de Bendinat          | Calvià        | Serra de Tramuntana - sud (Na Burguesa)          | 485    | 43    | |
| Puig de Son Poc                | Bunyola       | Serra de Tramuntana - centre (Teix)              | 493    | 167   | |
| Muntanya de Calicant           | Manacor       | Serres de Llevant                                | 477    | 248   | Cim més alt del terme de Manacor                                                                           |
| Muntanya de Calicant           | Sant Llorenç  | Serres de Llevant                                | 477    | 248   | Cim més alt del terme de Manacor                                                                           |
| Puig de Garrafa                | Andratx       | Serra de Tramuntana - sud                        | 461    | 240   | |
| Puig de Garrafa                | Calvià        | Serra de Tramuntana - sud                        | 461    | 240   | |
| Talaia d'Alcúdia               | Alcúdia       | Serra de Tramuntana - nord (Alcúdia)             | 446    | 443   | Cim més alt del terme d'Alcúdia                                                                            |
| Talaia Moreia                  | Artà          | Serres de Llevant                                | 432    | 150   | |
| Comuna de Felanitx             | Felanitx      | Serres de Llevant                                | 430    | 84    | |
| Castell de Santueri            | Felanitx      | Serres de Llevant                                | 420    | 125   | |
| Puig de Galdent                | Algaida       | Pla de Mallorca (Massís de Randa)                | 420    | 180   | També anomenat Puig de Son Roig                                                                            |
| Puig de Galdent                | Llucmajor     | Pla de Mallorca (Massís de Randa)                | 420    | 180   | També anomenat Puig de Son Roig                                                                            |
| Puig de l'Envestida            | Felanitx      | Serres de Llevant                                | 419    | 59    | |
| Penyal dels Bous               | Alaró         | Serra de Tramuntana - centre (Bellveure)         | 407    | 247   | |
| Penyal dels Bous               | Binissalem    | Serra de Tramuntana - centre (Bellveure)         | 407    | 247   | |
| Puig del Racó                  | Capdepera     | Serres de Llevant                                | 386    | 174   | Cim més alt del terme de Capdepera                                                                         |
| Penya Roja                     | Alcúdia       | Serra de Tramuntana - nord (Alcúdia)             | 355    | 38    | També anomenat Penya del Migdia                                                                            |
| Serra del Cavall Bernat        | Pollença      | Serra de Tramuntana - nord (Formentor)           | 353    | 273   | |
| El Fumat                       | Pollença      | Serra de Tramuntana - nord (Formentor)           | 332    | 255   | |
| Puig de Maria                  | Pollença      | Serra de Tramuntana - nord                       | 325    | 265   | |
| Puig de Son Seguí              | Santa Eugènia | Pla de Mallorca (Son Seguí)                      | 320    | 190   | Cim més alt del terme de Santa Eugènia                                                                     |
| Puig de Bonany                 | Petra         | Pla de Mallorca (Bonany)                         | 317    |       | |
| Mola del Fangar                | Manacor       | Serres de Llevant                                | 317    |       | |
| Puig de Binificat              | Llucmajor     | Pla de Mallorca (Massís de Randa)                | 317    | 50    | |
| Puig de les Bruixes            | Llucmajor     | Pla de Mallorca (Massís de Randa)                | 311    | 48    | |
| Puig de n'Helena               | Santa Maria   | Serra de Tramuntana - centre (Comuna de Bunyola) | 310    | 50    | |
| Puig de l'Escolà               | Llucmajor     | Pla de Mallorca (Massís de Randa)                | 303    | 75    | |
| Puig de la Minyó               | Inca          | Pla de Mallorca (Santa Magdalena)                | 300    | 195   | |
| Puig de la Glòria              | Llucmajor     | Pla de Mallorca (Massís de Randa)                | 296    | 110   | |
| Puig d'en Femella              | Porreres      | Pla de Mallorca (Massís de Randa)                | 294    | 111   | Cim més alt del terme de Porreres                                                                          |
| Puig de Santa Magdalena        | Inca          | Pla de Mallorca (Santa Magdalena)                | 287    | 32    | |
| Puig de la Font                | Son Servera   | Serres de Llevant                                | 273    | 153   | |
| Puig de la Font                | Sant Llorenç  | Serres de Llevant                                | 273    | 153   | |
| Pujol d'en Banya               | Sóller        | Serra de Tramuntana - centre (Teix)              | 261    | 0     | |
| Puig de Sant Nofre             | Sant Joan     | Pla de Mallorca                                  | 255    | 115   | |
| Puig de la Talaia              | Santa Maria   | Serra de Tramuntana - centre (Comuna de Bunyola) | 254    | 30    | |
| Puig de Sant Miquel            | Montuïri      | Pla de Mallorca                                  | 242    |       | |
| Puig des Molí de Vent          | Santa Maria   | Serra de Tramuntana - centre (Castell d'Alaró)   | 203    | 25    | |
| Puig de Consolació             | Santanyí      | Serres de Llevant                                | 199    | 40    | |
| Puig de Sant Miquel            | Campanet      | Serra de Tramuntana - nord (Puig de Fangar)      | 191    | 119   | |
| Puig de Son Corró              | Campanet      | Serra de Tramuntana - nord (Puig de Fangar)      | 135    | 25    | |